# Хорик I
Хорик I (убит в 854) — правитель данов в 814—819 и в 827—854 годах; сын Гудфреда, отец Хорика II.

## Биография
В 812 году после смерти Хемминга в Дании началась гражданская война за власть. В результате этой борьбы в 814 году Хорику I удалось временно захватить власть и удерживать престол до 819 года. Однако окончательно изгнать своего главного конкурента Харальда Клака и стать единоличным правителем Дании Хорик смог только к 827 году. Его конкурент Харальд, видимо, стремился найти союзников в борьбе за власть в лице франкских императоров. Поэтому он дважды побывал у Людовика I Благочестивого и в 826 году с четырьмя сотнями спутников «омылся волной святого крещения» в Ингельгейме. Это, однако, не помогло ему в распрях с Хориком, но принесло лен в Нордальбингии или Рюстрингене (на побережье Фрисландии), после того как в 827 году он был окончательно изгнан из Дании.
Хотя Хорик до конца жизни не принимал христианство, в 850 году он разрешил бременскому епископу Ансгару построить церковь в Хедебю.
Около 854 года в Дании началась очередная борьба за власть. Родичи Хорика объединились против него, отобрали часть королевства, затем его убили.

## Образ конунга Хорика в кино
- Викинги / Vikings (2013-2015; Ирландия, Канада); в роли конунга Хорика — Донал Лог.